# Лентяево
Лентяево (англ. LazyTown — «Ленивый Городок») — детский сериал, появившийся в Исландии (под названием Latibær) и снятый международным творческим коллективом из Исландии, Ирландии и США. Впервые вышел в эфир 16 августа 2004 года.
Сериал создан Магнусом Скевингом, который одновременно является автором проекта, продюсером и актёром, также сыгравший персонажа Спо́ртакуса. ТВ-шоу сочетает в себе как кукол, так и живую актёрскую игру.

## Сюжет
Главная героиня детского сериала «Лентяево» — весёлая девочка-подросток под именем Стефани. Она приезжает в городок с незатейливым названием «Лентяево» и населением в семь человек к своему дядюшке Милфорду (мэру города). Девочка знакомится с местными ребятами, но они понятия не имеют о таких играх, как футбол, бейсбол. Они не занимаются спортом, целыми днями просиживая за компьютерами, обожают сладости, редко выходят на улицу, и в целом ведут малоподвижный образ жизни. Стефани в конечном итоге убеждает детей (Зигги, Трикси, Стинги и Пикселя) выйти на улицу и поиграть в спортивные игры. 
Детям нравится играть на улице, но один человек в городе этим недоволен. Это Робби Злобный — самый ленивый человек во всём городе. Обманом он заставляет детей вернуться по домам и заняться бездельем. К счастью для них, недалеко от города живёт супергерой, который ведёт активный образ жизни и помогает людям, когда те в опасности. Стефани пишет этому герою (под номером 9), но письмо приходит к Спортакусу — супергерою номер 10, который живёт на дирижабле. 
Стефани и Спортакус вместе вдохновляют детей присоединиться к активному образу жизни и дети соглашаются. В то время Робби Злобный мечтает, чтобы Лентяево опять стал ленивым городом, и обещает добиться этого, однако у него это не получается — каждый его коварный план разоблачают.

## Главные персонажи

### Спортакус
Спортакус — супергерой с крепким здоровьем с острова в Северном море, живущий на дирижабле. Он призывает есть больше овощей и фруктов (ведь в них много витаминов, которые полезны и заряжают энергией на целый день), любит играть в спортивные игры с детьми, обучая их новым видам спорта. Спортакус постоянно делает зарядку и даже выполняет гимнастические упражнения, когда ему нужно добраться до нужного места. Всегда приходит на помощь, когда это необходимо. О беде узнаёт от фантастического кристалла (данный кристалл мигает и издаёт звуки когда в городе случается происшествие), который всегда должен быть на его груди. Если он нажмёт на свой кристалл, то из его рюкзака (который он носит за спиной) выскочит какая-нибудь нужная ему в данный момент вещь. Сам Спортакус не считает себя супергероем. Если он съест что-то содержащее в себе сахар, то сразу теряет силы, вплоть до потери сознания. Он ничего не боится и призывает к этому детей. Иногда, когда не может что-либо объяснить или высказать мысль, начинает петь с друзьями и таким образом объясняет то, что хотел сказать. Всегда ложится спать строго в 8:08 вечера и просыпается под крик петухов.
Актёр — Магнус Скевинг.

### Стефани
Она каждый день ведёт дневник и записывает только хорошие события из жизни Лентяево. Приехала в город в гости к своему дяде, мэру Милфорду Добродушному. Сначала ей было сложно, но потом она освоилась и завела новых друзей и подруг. Стефани воодушевляет детей выйти на улицу, чтобы поиграть на свежем воздухе, а не за компьютером. Робби Злобный очень хочет спать и поэтому придумывает всякие уловки для того, чтобы дети ленились, а значит не шумели на улице. На помощь Стефани приходит Спортакус, он своей манерой передвигаться с помощью прыжков и кульбитов воодушевляет детей играть на улице в различные виды спорта. Стефани это нравится, и она учится у Спортакуса спортивным движениям. Стефани очень любит танцевать, и каждый день она вместе со Спортакусом радует жителей города своими танцами и песнями, используя все новые разученные движения.
Актрисы — Джулианна Роуз и Хлоя Лэнг.

### Робби Злобный
Робби является главным антагонистом сериала и обитает в своём подземном логове, откуда наблюдает за происходящим с помощью перископа. Он — высокоинтеллектуальный изобретатель, обладающий обширным арсеналом техники, предназначенной для создания различных предметов, а также выдающимися навыками шитья (что позволило ему, например, сшить костюм Волка из одного лишь маленького лоскутка). Однако, несмотря на свои таланты, он предпочитает не использовать их в благих целях, являясь самым ленивым жителем Лентяево. Когда на улице становится слишком шумно, Робби объявляет: «Время маскировки» и использует свои технические средства для того, чтобы замаскироваться под другого человека. В это время он разрабатывает планы, направленные на достижение тишины на улице (включая попытки изгнать Спортакуса из Лентяево, а также запретить детям играть и есть фрукты и овощи). Несмотря на его коварные замыслы, жители города не воспринимают его как врага и считают его своим другом, что приводит к постоянным срывам его планов.
Актёр — Стефаун Карл Стефаунссон.

## Кукольные жители Лентяево
- Зигги — самый младший житель города, любит сладости и конфеты. Сначала он их изучает, а потом поедает. Зигги, как все дети, любит активные виды спорта, но продолжает есть сладости и конфеты. Он хочет стать героем, как Спортакус. Верит в то, что динозавры до сих пор существуют.
- Стинги — мальчик, который, кроме чрезмерной лени, страдает ещё и чрезмерной жадностью. С излишней заботой относится к своим вещам и очень неохотно ими делится, особенно машиной и копилкой в виде поросёнка по имени Пигги. Всегда говорит: «Моё!».
- Пиксель — компьютерный гений. Он таскает с собой всякие электронно-механические устройства — гаджеты: «завязыватель шнурков 6000» и маленький компьютер-коммуникатор. Дома очень много сидит за компьютером. Ему необходимо больше тренироваться и развивать свою мышечную систему. Но в футболе у него хороший удар головой, хоть и играть в него он толком не умеет. Влюблен в Стефани.
- Трикси — шаловливая девчонка. Любит рисовать усы мэру Милфорду на его агитационных плакатах. Любимую подругу Стефани часто называет «Розовая».
- Мэр Милфорд Добродушный — мэр города и его самый неуклюжий житель. Дядя Стефани. Его фамилия говорит сама за себя. Ходит по пятам за Мисс Бесси и часто пытается ей помочь (возможно, тайно влюблён в неё). Регулярно употребляет выражение «О боже», когда что-то делает неправильно или у него что-то не получается.
- Мисс Бесси (её часто называют Мисс Деловая) — близкий человек для Милфорда. Часто болтает по телефону с Милфордом Добродушным или со своими подругами и однажды даже участвовала в забеге, где надо было брать трубки телефонных автоматов.

## Другие
- Пигги — копилка Стинги в виде свиньи.
- Вечносивелич — джинн, появившийся в серии «Ленивый Джинн» (The Lazy Genie). Его играет актёр Эдн Арнасон.
- Марионетка — в серии «Секретный агент Ноль» (Secret Agent Zero) Робби Злобный ставит вместо себя марионетку, но её все распознают и поэтому она большой роли не играет.
- № 9 (настоящее имя Прыжикус) — супер-герой с острова в Северном море (сам не появляется в сериале, о нём только упоминают). У него на груди была цифра 9, тогда как у Спортакуса — 10. Вполне возможно, что это брат или отец Спортакуса. На пресс-конференции Магнус Скевинг сказал, что в новом сезоне будет эпизод, который раскроет тайну Прыжикуса, но из-за смерти актёра Стефауна Карла Стефаунссона новый сезон сериала не вышел.
- Злобирелла — роботанцовщица, появлялась в эпизоде «Танцевальная дуэль» (Dancing Duel). Участвовала в танцевальном конкурсе вместо Робби Злобного.
- Робот Робби Злобный — в эпизоде «Танцевальная дуэль» изображал настоящего Робби Злобного.
- Зорька — лошадка Робби Злобного. Встречалась только в эпизоде «Принц Стинги».
- Беда — робособака Робби Злобного. Нападала на всех, кто произносил слово «беда» в любых формах. Появлялась в эпизоде «Новый супергерой Лентяево».
- Джонни Би-Бэд — воочию в сериале не появляется, однако о нём упоминается, как о музыканте, играющем рок-н-ролл. Очевидная отсылка к песне Чака Берри «Johnny B. Goode». Пародия на Элвиса Пресли. Его двойником однажды поработал Робби Злобный.
- Президент — воочию в сериале не появляется. В эпизоде «Мой домик на дереве» (My Treehouse) прислал письмо о конкурсе «Строительство дома на дереве».
- Бобби, Тобби и Флобби Злобные — помощники Робби Злобного из эпизода «Команда мечты Робби». Бобби Злобного сыграл Бьорн Торнс, Тобби Злобного сыграл Снорри Элгилбертссон, а Флобби Злобного сыграл Бергур Тор Ингольфссон.

## В популярной культуре
На «GoFundMe» была создана страница главным сценаристом «Лентяево» Марком Валенти, чтобы помочь актёру, пока он боролся со своей болезнью. «We Are Number One» и многие другие видеоролики по «Лентяево» использовались для продвижения сбора средств, который в конечном итоге превысил цель в 100 000 долларов. Кампания была популяризирована каналом YouTube SiIvaGunner, загрузившим видеоролик «We Are Number One». В знак благодарности своим сторонникам Стефанссон опубликовал видеозапись исполнения этой песни вместе со своими бывшими коллегами и композитором «Лентяево». 13 августа 2017 года Стефанссон был объявлен здоровым после успешной операции, однако 21 августа 2018 года он умер.

## Приём

### Рейтинги
Неделя премьеры «Лентяево» на канале Nickelodeon в США оказалась самой рейтинговой премьерной неделей канала за три года. Трансляция часового прайм-тайма эпизода «Новый супергерой Лентяево» в августе 2005 года привлекла в общей сложности три миллиона зрителей, заняв первое место в своём временном периоде среди всех вещательных и кабельных телеканалов с демографическими показателями 2–5, 2–11 и 6–11. Эпизод собрал двузначный прирост по сравнению с последним специальным выпуском на Nick Jr., который транслировался до него и был самым рейтинговым эпизодом на тот момент, по сравнению с сериалом «Даша-путешественница».

### Критика и отзывы
Мэрилин Мосс из The Hollywood Reporter похвалила намерение шоу поощрять занятия спортом, назвав его «большим развлечением для самых маленьких, не говоря уже познавательным, а может быть, даже меняющим жизнь». Джастин Нью из The Washington Times назвал «Лентяево» «великолепным шоу» и заявил, что восхищается персонажем Спортакуса. Джоли Херман из «Common Sense Media» дала шоу более неоднозначную оценку, заявив, что здоровые решения персонажей «иногда теряются в хаотической природе шоу». Пит Вондер Хаар из Houston Press назвал «Лентяево» «самым жутким шоу на ТВ со времён „Твин Пикса“», отметив «отталкивающую» смесь живых актёров и кукольного театра.
Программа была отмечена за её привлекательность для разных возрастных групп. В 2005 году The Boston Globe заявила, что программа «вызвала культ здорового образа жизни среди определенного круга дошкольников [и] имеет также и взрослых последователей». Линн Хеффли из Los Angeles Times заявила, что «Лентяево» «имеет забавную привлекательность даже для зрителей, которые уже не являются подростками».

### Награды
| Год  | Ведущий                                  | Награда/Категория                                             | Номинант                                         | Статус    | Ссылки |
| ---- | ---------------------------------------- | ------------------------------------------------------------- | ------------------------------------------------ | --------- | ------ |
| 2004 | Северный совет                           | Премия Северных стран в области общественного здравоохранения | Магнус Скевинг                                   | Победа    | [ 14 ] |
| 2005 | Edduverðlaunin                           | Лучшая художественная постановка – Дизайн кукол               | Магнус Скевинг Гудмундур Тор Карасон Нил Сканлан | Победа    | [ 15 ] |
| 2005 | Edduverðlaunin                           | Лучшая работа художника-постановщика – Дизайн костюмов        | Мария Олафсдоттир Гудрун Ларусдоттир             | Номинация | [ 15 ] |
| 2005 | Edduverðlaunin                           | Лучшая операторская работа и монтаж                           | Томас Орн Томассон                               | Номинация | [ 15 ] |
| 2005 | Edduverðlaunin                           | Лучший художественный телесериал                              | Магнус Скевинг Джонатан Джадж Марк Валенти       | Номинация | [ 15 ] |
| 2005 | Edduverðlaunin                           | Лучший сценарий                                               | Магнус Скевинг Джонатан Джадж Марк Валенти       | Номинация | [ 15 ] |
| 2006 | Дневная церемония вручения премии «Эмми» | Выдающийся исполнитель в детском сериале                      | Джулианна Роуз Мауриелло                         | Номинация | [ 16 ] |
| 2006 | Детские премии Британской академии       | Международная награда                                         | Магнус Скевинг Рэймонд П. Ле Ге Джонатан Джадж   | Победа    | [ 17 ] |
| 2007 | Дневная церемония вручения премии «Эмми» | Выдающиеся достижения в музыкальном руководстве и композиции  | Мани Сваварссон                                  | Номинация | [ 18 ] |
| 2007 | Детские премии Британской академии       | Международная награда                                         | Магнус Скевинг Рэймонд П. Ле Ге Джонатан Джадж   | Номинация | [ 19 ] |
| 2008 | Edduverðlaunin                           | Лучший художественный телесериал                              | Магнус Скевинг                                   | Номинация | [ 20 ] |
| 2008 | Edduverðlaunin                           | Лучшая работа художника-постановщика – Грим                   | Аста Хафторсдоттир                               | Номинация | [ 20 ] |
| 2008 | Edduverðlaunin                           | Лучшая работа художника-постановщика – Дизайн костюмов        | Мэри Олафсдоттир                                 | Номинация | [ 20 ] |
| 2008 | Edduverðlaunin                           | Лучший звуковой монтаж                                        | Николас Либинг Бьёрн Викторссон                  | Номинация | [ 20 ] |
| 2008 | Edduverðlaunin                           | Лучший сценограф                                              | Снорри Фрейр Хильмарссон                         | Номинация | [ 20 ] |

## Лентяево: Время действовать!
15 сентября 2008 года на британском канале CBeebies дебютировал спин-офф телесериал под названием «Лентяево: Время действовать!». Это шоу в «журнальном формате» для детей от 3 до 6 лет в виде подборки коротких скетчей с персонажами из «Лентяево». Было выпущено 26 эпизодов, каждый продолжительностью от 11 до 15 минут.

## Товары
В феврале 2005 года Nickelodeon представил коллекцию товаров «Лентяево» на Американской международной ярмарке игрушек. Fisher-Price в партнерстве с подразделением потребительских товаров Viacom выпустила товары, каждый из которых был разработан для поощрения физической активности.

## Перезапуск
16 мая 2024 года в интервью Stöð 2 Магнус Скевинг получил права на «Лентяево» обратно от Warner Bros. Discovery. Также выражая заинтересованность в возрождении шоу каким-либо образом, Скевинг заявил: «Лентяево должно двигаться. Мы иногда говорим: „Давайте перевернём мир!“. Давайте перевернём мир. Вот что должно сделать „Лентяево“. Я думаю, что у „Лентяево“ снова есть много дел, как можно увидеть по просмотрам на YouTube и т. д. Это чрезвычайно популярная тема, невероятно».